# Ashikaga Yoshiharu
Yoshiharu Ashikaga (足利 義晴, Ashikaga Yoshiharu, 2 avril 1511 - 20 mai 1550) a été le douzième des shoguns Ashikaga de la fin de la période Muromachi de l'histoire du Japon. Yoshiharu  était le fils du onzième shogun, Yoshizumi Ashikaga et a régné de 1521 à 1546.
Après que le dixième shogun Yoshitane Ashikaga et Hosokawa Takakuni se battent pour le pouvoir du shogunat en 1521, Yoshitane s'enfuit pour l'île d'Awaji et Yoshiharu est installé en tant que shogun, même s'il n'est alors guère plus qu'un pantin. N'ayant aucun pouvoir politique et étant plusieurs fois forcé de quitter la capitale Kyōto (à cause des guerres civiles de 1528 et 1539), Yoshiharu finit par se retirer en 1545, son fils Yoshiteru devient le treizième shogun Ashikaga l'année suivante après une lutte de pouvoir entre Miyoshi Nagayoshi et Hosokawa Harumoto.
Avec le soutien de Nobunaga Oda, son fils Yoshiaki Ashikaga deviendra le quinzième et dernier des shoguns Ashikaga en 1568.
C'est sous son shogunat qu'a lieu la première rencontre avec les Européens, lorsqu'en 1542 un navire portugais, dérouté  de sa destination (la Chine) par la mousson, amène Fernão Mendes Pinto et ses compagnons sur la côte japonaise.